# Щурятник (фільм)
«Щурятник» (фр. Sitcom) — фільм 1998 року французького режисера Франсуа Озона.

## Сюжет
Ніколя і Софі — ідеальні діти ідеальних батьків. Ніколя занурений у навчання, а Софі збирається заміж за свого ідеального нареченого Давида. Замальовки сцен життя щасливого, буржуазного сімейства в їхньому великому, світлому будинку. Сімейні вечері, вираження любові, повна ідилія.
Але одного разу батько сімейства приносить в дім білого лабораторного щура без імені. Поява нового члена сім'ї магічним чином починає діяти на мешканців будинку.
Під час однієї зі званих вечер Ніколя встає і зізнається, що він гей. Мати шокована, інші намагаються її заспокоїти. Марія — домробітниця сімейства, присутня на вечері разом зі своїм чоловіком-афроамериканцем Абду, викладачем фізкультури в школі, пропонує йому, як педагогу, поговорити з Ніколя. У результаті ми дізнаємося, що Абду — сам гомосексуал і між ним і Ніколя зав'язуються стосунки.
Того ж вечора дочка потрапляє під вплив щура і, коли весь будинок засинає, викидається з вікна, намагаючись покінчити життя самогубством. Софі залишається жива, але отримує параліч нижніх кінцівок і сідає на крісло-каталку. Випадок не залишає незмінним і характер Софі — вона захоплюється садо-мазо темою і починає катувати і себе і свого нареченого, що залишився їй вірним після всього, що сталося.
Наступна на черзі — Марія. Вона докорінно змінює ставлення до своїх обов'язків, і цілими днями робить собі різноманітні зачіски і розважається з Софі. На тлі цих метаморфоз ми спостерігаємо справжнє обличчя сім'ї, що раніше ховалось під маскою добробуту.
Внутрісімейні взаємини починають неминуче псуватися. Ніколя плює на пристойність і влаштовує у своїй кімнаті групові оргії, Софі постійно істерить і звинувачує матір у тому, що вона завжди любила сина більше, ніж її, матір метається, переживає, намагається якось залагодити ситуацію, що виникла, навіть звертається за допомогою до психоаналітика. Батько ж, навпаки, зберігає крижаний спокій. Здається, він являє собою уособлення розсудливості і лояльності.
І тут стає зрозуміло, що це не батьківські любов і терпіння зовсім, а звичайна байдужість. Байдужість до того, що відбувається з рідними людьми. Нарешті й мати, яка з самого початку відчувала огиду до вихованця, потрапляє під його вплив і спокушає Ніколя. Так вона сподівається повернути сина «на шлях істинний» і прищепити у нього потяг до жіночої плоті. Однак експеримент провалився — Ніколя як і раніше залишається гомосексуалом. Про це і всі інші пригоди мати розповідає своєму психоаналітику, який радить, відправитися їм усім разом на вихідні на групову психотерапію, щоб відновити мир в сім'ї.
Діти підтримують матір, батько ж, знову проявляючи байдужість до проблем у родині, відмовляється і залишається на самоті. І тут йому сниться сон, який все пояснює. У свій день народження він повертається додому. У вітальні його зустрічають всі домочадці, Давид, Марія і Абду. У їхніх руках святковий торт зі свічками, вони зі щасливими обличчями співають вітальну пісню. Батько ж дістає з портфеля пістолет і впритул розстрілює їх. Прокидається він від телефонного дзвінка дружини. Вона повідомляє йому, що, завдяки доктору, їм вдалося з'ясувати, що ж є причиною їх чвар — це пацюк. І просить негайно позбутися нього. (Цікаво, що протягом усього фільму батько як би ототожнюється з щуром. Його дружина одного разу, в серцях, навіть обзиває його так).
І тут настає несподівана розв'язка. Батько не придумує нічого кращого, ніж засмажити тварину в мікрохвильовці і з'їсти. Від чого сам перетворюється на гігантського щура. Після повернення з пансіонату, набагато більш дружелюбні і щасливі, мати з дітьми виявляють цю гігантського щура, яка нападає на матір. Діти разом з Давидом, приходять матері на допомогу і, в підсумку, Софі вбиває пацюка-батька величезним ножем.
Здавалося б — трагічна подія, але саме позбавлення від батька привносить в сім'ю спокій і порозуміння. Мати погоджується з особливостями своїх дітей і зближується з Марією, яку раніше ненавиділа за її халатність; встала з коляски на милиці Софі мириться з Давидом, Ніколя і Абду вже не приховують свій союз. Фінальна сцена на цвинтарі, біля могили батька, є, мабуть, найщасливішим портретом сімейства за весь фільм.

## У Ролях
- Евелін Дандр — мати
- Франсуа Мартуре — батько
- Марина де Ван — Софі
- Адрієн де Ван — Ніколя
- Стефан Рідо — Давид
- Лусія Санчес — Марія
- Жуль-Еммануель Ейум Дейд — Абду

## Нагороди
- Приз на МКФ в Канні у 1998 році.
- «Золотий Байярд» на МКФ у Намюрі (1998 р.),
- «Бронзовий кінь» на кінофестивалі у Стокгольмі.